# Radical 50
Le radical 50 (巾), qui signifie turban ou écharpe, est un des 31 des 214 radicaux chinois répertoriés dans le dictionnaire de Kangxi composés de trois traits.
Le caractère Unicode de 巾 est 5DFE.

## Caractères avec le radical 50
| nombre de traits          | caractères                          |
| ------------------------- | ----------------------------------- |
| Sans trait supplémentaire | 巾                                  |
| 1 traits supplémentaires  | 巿 帀 币                            |
| 2 traits supplémentaires  | 市 布 帄 帅                         |
| 3 traits supplémentaires  | 帆 帇 师                            |
| 4 traits supplémentaires  | 帉 帊 帋 希 帍 帎 帏 帐             |
| 5 traits supplémentaires  | 帑 帒 帓 帔 帕 帖 帗 帘 帙 帚 帛 帜 |
| 6 traits supplémentaires  | 帝 帞 帟 帠 帡 帢 帣 帤 帥 带 帧    |
| 7 traits supplémentaires  | 帨 帩 帪 師 帬 席 帮 帯 帰 帱       |
| 8 traits supplémentaires  | 帲 帳 帴 帵 帶 帷 常 帹 帺 帻 帼    |
| 9 traits supplémentaires  | 帽 帾 帿 幀 幁 幂 幃 幄 幅 幆 幇 幉 |
| 10 traits supplémentaires | 幊 幋 幌 幍 幎 幏 幐                |
| 11 traits supplémentaires | 幈 幑 幒 幓 幔 幕 幖 幗 幘 幙 幚 幛 |
| 12 traits supplémentaires | 幜 幝 幞 幟 幠 幡 幢 幣 幤 幥       |
| 13 traits supplémentaires | 幦 幧 幨 幩                         |
| 14 traits supplémentaires | 幪 幫 幬                            |
| 15 traits supplémentaires | 幭 幮 幯                            |
| 16 traits supplémentaires | 幰                                  |
| 17 traits supplémentaires | 幱                                  |